# Akiyama Nobutomo

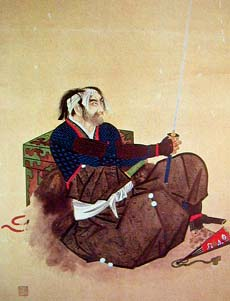
Akiyama Nobutomo

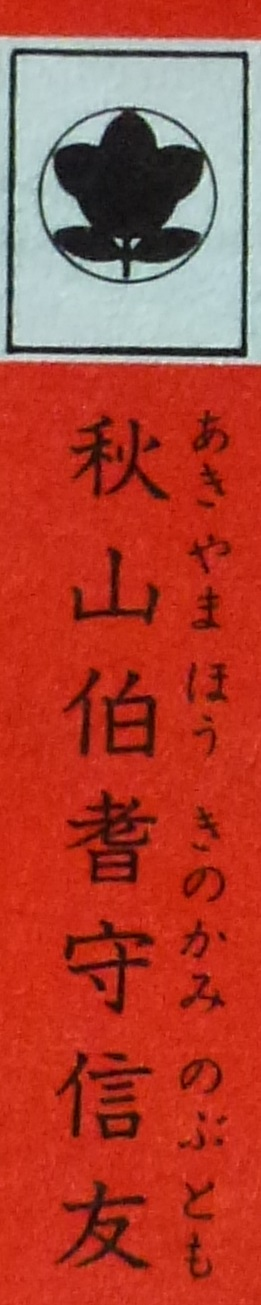
Wappen mit Namenszug, wie es auf Festen und in Geschichtsbüchern dargestellt wird.

Akiyama Nobutomo (jap. 秋山 信友; * 1531; † 23. Dezember 1575) war ein japanischer Samurai der Sengoku-Zeit. Er ist als einer der 24 Generäle bekannt. Nobutomo war ein General des Takeda-Klans und diente unter Takeda Shingen und unter dessen Sohn Takeda Katsuyori. Er trug auch den Namen: Wütender Bulle der Takeda (武田の猛牛, Takeda no mogyū). Unter anderem kämpfte er bei der ersten Belagerung der Burg Iwamura, in der Schlacht von Nagashino, sowie bei der zweiten Belagerung von Iwamura.

## Jugend und Aufstieg
Geboren wurde er 1531 in Tsutsujigasaki Hall (躑躅ヶ崎館) in der Provinz Kai als Sohn von Akiyama Nobutō, der einem angesehenen Haus im Gefolge der Takeda zugehörig war. Als Jugendlicher trat er in den Dienst seines Feudalherren, Takeda Shingen, in der gebirgigen Region mitten in Honshū. 1547, während des Feldzugs um die Gegend Ina, wurde er für seine herausragende Kampfweise ausgezeichnet und erhielt als Dank ein Lehen. Es umfasste die nördliche Hälfte von Ina, heute der Bezirk Kamiina in der Präfektur Nagano. Nobutomo diente weiterhin, meist mit defensiven Aufgaben betraut, zum Beispiel der Verteidigung von Burgen wie der Burg Takato und der Burg Iida. In dieser Zeit verlieh man ihm seinen Spitznamen Wütender Bulle der Takeda (武田の猛牛, Takeda no mogyū).

## Höhepunkt seiner Laufbahn
Um 1568 war Nobutomo ein hochangesehener Vasall, der mit diplomatischen Aufgaben betraut wurde. In diesem Jahr wurde er zur Burg Gifu entsandt, um seinen Herren Takeda Shingen anlässlich der Hochzeitszeremonie des Oda Nobutada, dem ältesten Sohn von Nobunaga, und der Takeda Matsuhime, der leiblichen Tochter Shingens, zu vertreten.
1571 bereitete Takeda Shingen einen Feldzug gegen Tokugawa Ieyasu vor, mit der Absicht, die flachen Küstenbereiche der Provinz Tōtōmi einzunehmen und weiter Richtung Westen zu den fruchtbaren Feldern der Provinz Mikawa vorzustoßen. Nobutomo wurde vom Schloss Iida einberufen und als Anführer der Invasion der Provinz Mino beordert. Sein Vorstoß wurde von Truppen der Saigo (Klan) behindert, angeführt von Saigo Yoshikatsu. Die zwei Heere trafen bei der Schlacht von Takehiro aufeinander, und obwohl Yoshikatsu während des Gefechtes getötet wurde, wurde Nobutomo zum Rückzug gezwungen.
1572 wurde ein erneuter Feldzug in die Provinz Mikawa vorbereitet, was schließlich zu der großen Schlacht von Mikatagahara im Januar 1573 führte. Es war geplant, dass Takeda Shingen nach Süden und Westen vorrückte, und Nobutomo zur gleichen Zeit im Norden von den Bergen herunter in das Gebiet hinabstieg, um den Feinden den Fluchtweg zu versperren und die Verstärkungen aufzuhalten. Um das zu bewerkstelligen, belagerte Nobutomo die Burg Iwamura. Als Toyama Kagetō, der Herr der Burg, an einer plötzlichen Krankheit verstarb, brach die Moral der Verteidiger zusammen und Otsuya no Kata, Kagetos Witwe (auch Tante von Oda Nobunaga), begann Verhandlungen mit Nobutomo. Sie verständigten sich in einem Vertrag darauf, die Burg ohne Blutvergießen zu übergeben. Otsuya heiratete Nobutomo, um die Sicherheit und den Schutz der kapitulierenden Verteidiger zu gewährleisten. Auch der damals sieben Jahre alte leibliche Sohn von Oda Nobunaga (御坊丸, Gobomaru), ein Adoptivsohn von Kagetō, fiel in Feindes Hand. Nobutomo schickte ihn als Geisel zurück ins Stammland der Takeda, die Provinz Kai; der Junge sollte später unter dem Namen Oda Katsunaga bekannt werden. Mit Erfüllung der Vertragsbedingungen erklärte Nobutomo die Burg Iwamura zu seinem Sitz und einer Verteidigungslinie direkt an der Front, von der aus er die Takeda unterstützte.

## Seine letzten Tage
Nach dem Tod seines Herrn Shingen im Frühjahr des Jahres 1573 unterstützte er loyal dessen Sohn Takeda Katsuyori in der Durchführung seiner Kriegsfeldzüge.
Im Jahr 1575 verlor Katsuyori die Schlacht von Nagashino, ein Desaster für die Takeda, wodurch Nobutomo in seiner Burg ohne Verstärkung zurückblieb. Unter wiederholter Belagerung durch Oda Nobutada konnte er mit seinen Truppen noch bis November durchhalten, bis schließlich Nobunaga mit seiner Hauptarmee einmarschierte. Als er bemerkte, dass er keine Chance hatte, die Burg noch länger zu halten unterschrieb Nobutomo einen Waffenstillstand, mit dem er die Burg aufgab. Doch brach Nobunaga, seiner aggressiven Vorgehensart entsprechend, den Waffenstillstand und befahl die Exekution von Nobutomo, seiner Gemahlin (seiner eigenen Tante) und der Burggarnision.
Am 23. Dezember im Jahre 1575 starben Nobutomo und seine Gemahlin, Otsuya, durch Kreuzigung am Ufer des Nagara.